# Niwa (obwód omski)
Niwa (ros. Нива) – wieś (dieriewnia) w Rosji, w obwodzie omskim, w rejonie omskim. W 2010 liczyła 238 mieszkańców.